# Stephan von Breuning (entomologista)
Stephan von Breuning (21 de novembro de 1894 – 11 de março de 1983) foi um entomologista austríaco que se especializou no estudo de besouros (Coleopterologia), particularmente na família corno longo (Cerambycidae).

## Carreira
Amador trabalhando nas ricas coleções do Muséum national d'Histoire naturelle, ele descreveu 7.894 táxons de Cerambycidae.

## Trabalhos
A lista completa de suas obras entomológicas foi publicada no Bulletin de la Société Sciences Nat, número 41.
Uma de suas obras mais famosas é Études sur les Lamiaires, publicada em Novitates entomologicae, 1934–1946.

## Vida pessoal
Ele deu a foto mostrada junto com um texto a ser publicado após sua morte. Von Breuning morava com sua esposa em um pequeno estúdio no topo de um prédio antigo na rue Durantin, Paris 18ème .